# جون تراویز
جون تراویز (انگلیسی: June Travis؛ ۷ اوت ۱۹۱۴ – ۱۴ آوریل ۲۰۰۸) یک هنرپیشه اهل ایالات متحده آمریکا بود.